# Hapkeit
Hapkeitul este un mineral descoperit în meteoritul Dhofar 280 găsit în anul 2000 în Oman, în peninsula Arabică . Se crede că meteoritul provine de pe Lună; în special, pare a fi un fragment de brecie lunară dintr-o zona muntoasă. Hapkeitul este compus din siliciu și fier și este similară cu alte minerale siliciu-fier găsite pe Pământ . Se crede că un impact asupra Lunii a lansat materialul parțial topit sau vaporizat pe orbită.
Datorită raportului compoziției sale 1:2 de siliciu-fier, hapkeitul a primit formula chimică Fe2Si. Apare sub formă de cristale izometrice microscopice opace, gălbui sau chiar argintii.
Este numit după Bruce Hapke⁠(d), care a prezis prezența și importanța stratelor depuse de vapori pe granule de sol lunar ( intemperii spațiale ). 
Pe lângă hapkeit, alte minerale naturale siliciu-fier includ gupeiit, naqite, linzhiit⁠(d), luobusait, suessit, xifengit⁠(d) și zangboite . 

## Vezi si
- Glosar de meteoritice
- Lista mineralelor
- Lista mineralelor numite după oameni

- Intemperii spațiale pe corpuri planetare fără aer: indicii de la mineralul lunar hapkeite 2004 PNAS